# Awirarangan
Awirarangan is een bestuurslaag in het regentschap Kuningan van de provincie West-Java, Indonesië. Awirarangan telt 9701 inwoners (volkstelling 2010).